# Gláz Edit
Gláz Edit (Budapest, 1926. szeptember 8. – 2020. december 20.) magyar orvos, endokrinológus, egyetemi tanár, professor emerita.

## Életpályája
Gláz Miklós (1890–1944?) nagykereskedő és Garai Irén (1903–1949) gyermekeként született. A Kunszentmiklósi Református Gimnázium bejárós magántanulója volt. Apját 1944 novemberében elhurcolták és a holokauszt áldozata lett. Az Eötvös Loránd Tudományegyetem Orvostudományi Karán 1950-ben szerzett orvosi diplomát. 1951 és 1959 között a Budapesti Orvostudományi Egyetem III. sz. Belgyógyászati Klinikáján dolgozott, majd Gömöri Pál hívására a Semmelweis Egyetem II. sz. Belgyógyászati Klinikájára került. 1954-ben belgyógyászatból, 1968-ban endokrinológiából, 1998-ban hipertonológiából szerzett szakképesítést. 1964 és 1976 között egyetemi adjunktus, 1976 és 1983 között egyetemi docens, 1983-tól 1996-ig egyetemi tanár, s 1996-tól nyugdíjas egyetemi tanár, szaktanácsadó volt.
1964-ben és 1965-ben a londoni Hammersmith Kórház tudományos ösztöndíjasa volt, de tartott előadásokat a Columbia és Yale Egyetemen, Kanadában a montreali és torontói egyetemeken, Németországban pedig Münchenben, Tübingenben és Heidelbergben.

## Főbb művei
- Az antistin görcsokozó hatásának kivédése atropinnal. Csefkó Istvánnal, Filipp Gézával és Csalai Lászlóval. (Orvosi Hetilap, 1949, 15.)
- Antihistaminok hatása a thrombininactiválásra. Csefkó Istvánnal, Filipp Gézával és Csalay Lászlóval. (Orvosi Hetilap, 1950, 15.)
- Feltételes reflex kiépítése az adrenalin által okozott mellékvese C-vitamin csökkentéssel kapcsolatban. Többekkel. (Orvosi Hetilap, 1952, 14.)
- Magas gerincvelő átvágás (Th:1-2 segm.) hatása a mellékvesekéreg működésére. Weisz Pállal, Vasenszky Szilárddal. (Orvosi Hetilap, 1952, 44.)
- Kísérletes adatok az endogen ACTH hatásával kapcsolatban. Vasenszky Szilárddal. (Orvosi Hetilap, 1953, 43.)
- Adatok a plasma albumin- és globulinszintjének szabályozásához. Gergely Jánossal. (Magyar Belorvosi Archivum, 1956, 4.)
- Az aldosteronról. Weisz Pállal. (Orvosi Hetilap, 1956, 22.)
- Fokozott vizelet aldosteron aktivitás virilismushoz vezető mellékvese carcinomában. Végh Pállal, Weisz Pállal és Sipos Péterrel. (Orvosi Hetilap, 1958, 13.)
- Aldosteron II. Weisz Pállal. (Orvosi Hetilap, 1958, 44.)
- Corticosteronelválasztás experimentális renalis hypertoniában. Weisz Pállal, Tóth Tamással. – A Conn-syndromáról. Vereczkei Istvánnal, Oó Máriával és Sáry Bélával. (Orvosi Hetilap, 1959, 21.)
- A hypertoniabetegség néhány aktuális kérdése. Szabó Zoltánnal  és Gömöri Pállal. (Orvosi Hetilap, 1960. 11.)
- Aldosteron III. Weisz Pállal. (Orvosi Hetilap, 1960, 31.)
- A syntheticus angiotensin II. hatása a mellékvese aldosteron-synthesisére. Sugár Krisztinával. (Orvosi Hetilap, 1961, 48.)
- Chromatográfiás vérhydrocortison meghatározása. Vecsei (Weisz) Pállal, Demeczky Mihállyal. (Orvosi Hetilap, 1962, 3.)
- Heparin és heparinoidok hatása az aldosteron termelésre. Sugár Krisztinával. (Orvosi Hetilap, 1963, 29.)
- Aldosteron. Vecsei Pállal. Budapest, 1964
- Mikor gondoljon a gyakorló orvos a mellékvese megbetegedéseire? (Orvosi Hetilap, 1970, 41.)
- Renin-angiotensin-aldosteron systema szerepe a hypertonia betegség diagnosztikájában. (Magyar Belorvosi Archivum, 1977, 4.)
- Klinikai endocrinologia I-II. Szerk. Gláz Edit. Budapest, 1981
- A szervezet mineralokortikoid-aktivítás vizsgálatára szolgáló gyors teszt értékelése. Többekkel. (Orvosi Hetilap, 1983, 46.)
- A primer aldsoteronismus sebészi kezelésének eredményei a praeoperatív diagnózis és a mellékvese morphológia retrospectiv elemzése alapján. Többekkel. (Orvosi Hetilap, 1985, 35.)
- A steroid-11-béta-hydroxylase defektus diagnosztikája. Többekkel. (Orvosi Hetilap, 1986, 36.)
- Primer hypothyreosishoz társuló hypophysis-tumor regressziója l-thyroxin hatására. Többekkel. (Orvosi Hetilap, 1989, 21.)
- Corticosteroidok hypertensiv szerepe a mellékvesekéreg adenomák szemszögéből. (Orvosi Hetilap, 1989, 22.)
- Bartter syndromás beteg két sikeres terhessége. Rigó Jánossal, Papp Zoltánnal. (Magyar Nőorvosok Lapja, 1995, 1.)
- A polycystás ovarium syndroma egyik formájának autosom domináns öröklődése. Czeizel Endrével, Fehér Tiborral és Tóth Miklóssal. (Magyar Nőorvosok Lapja, 1997, 3.)
- A primer hyperaldosteronismus kezelése. (Orvosi Hetilap, 2004, 11.)

## Díjai, elismerései
- Semmelweis Emlékérem (1970)
- Munka Érdemrend ezüst fokozata (1986)[5]
- Semmelweis Emlékérem és Jutalomdíj (1995)
- Sanofi-Aventis életműdíj (2005)